# Lliga de Campions de la CONCACAF
La Lliga de Campions de la CONCACAF (en anglès: CONCACAF Champions League) és la competició nord i centre americana més important internacionalment de clubs de futbol, pren com a model la Lliga de Campions de la UEFA.

## Entorn
La Lliga de Campions de la CONCACAF és una competició de clubs de futbol anual organitzada per la CONCACAF. La primera edició del torneig va començar l'agost de 2008 i va finalitzar l'abril de 2009. Substitueix la Copa de Campions de la CONCACAF.
Resum dels principals campionats de la CONCACAF de clubs:
| Continentals | Continentals                                                                                        | Continentals                                                                                    |
| --- | --------------------------------------------------------------------------------------------------- | ----------------------------------------------------------------------------------------------- |
| Campionat de la CCCF (1959-1961) Lliga/Copa de Campions (1962-avui) Recopa de la CONCACAF (1991-1998) Copa Gegants de la CONCACAF (2001) | |                                                                                                 |
| Amèrica del Nord | Amèrica Central                                                                                     | Carib                                                                                           |
| Superlliga Nord-americana (2007-2010) Campeones Cup (2018-avui) Leagues Cup (2019-avui)                                                  | Copa Interclubs UNCAF (1971-2007) Lliga de la CONCACAF (2017-2022) Copa Centreamericana (2023-avui) | Campionat de clubs CFU (1997-2022) Caribbean Club Shield (2018-avui) Copa del Carib (2023-avui) |

## Format
Un total de 16 equips participen en la Lliga de Campions de la CONCACAF: nou de la zona d'Amèrica del Nord, cinc de la zona d'Amèrica Central i un de la zona del Carib. La darrera plaça és pel campió de la CONCACAF League, disputada entre 13 equips d'Amèrica Central i 3 del Carib.
Nou de la zona d'Amèrica del Nord:
4 clubs de  Mèxic
4 clubs de  Estats Units
1 club de  Canadà
Un de la zona del Carib:
1 club, classificat via Campionat de Clubs de la CFU
Cinc de la zona d'Amèrica Central:
1 club de  Costa Rica
1 club de  El Salvador
1 club de  Guatemala
1 club de  Hondures
1 club de  Panamà
Un club addicional d'Amèrica Central i Carib
1 club, classificat via CONCACAF League
Hi haurà una ronda preliminar amb partits d'anada i tornada per a 16 clubs, amb 8 guanyadors que passaran a la fase de grups. Aquests amb uns altres 8 equips (2 dels Estats Units, 2 de Mèxic, i un de Costa Rica, El Salvador, Guatemala, i Hondures) seran amb los que s'iniciarà la competició en la fase de grups. Aquests 16 clubs començaran el campionat formant quatre grups de quatre, cada equip jugarà dues vegades contra els altres del grup, tant a casa com a fora. Els dos primers equips de cada grup passaran a les eliminatòries d'anada i tornada. La final, a finals d'abril, també serà a dos partits.
El campió de la competició representarà a la CONCACAF al Campionat del Món de Clubs de futbol.

### Nou format 2024
El febrer de 2021, CONCACAF va anunciar una revisió important del torneig que inclouria 50 equips i una fase de grups regional. Vint equips d'Amèrica del Nord, vint de Centreamèrica i deu del Carib haurien estat dividits en grups de cinc, i un total de 16 equips passarien a la fase eliminatòria. Aquest format es va abandonar i mai es va utilitzar.
El setembre d'aquell any, CONCACAF va anunciar una ampliació del torneig per començar en l'edició de 2024. El torneig mantindrà el format d'eliminació total utilitzat des del 2018, però ara constarà de cinc rondes i 27 equips participants:
- 6 clubs de la Liga MX
- 5 clubs de la MLS
- 2 clubs de la Canadian Premier League
- 1 club de la U.S. Open Cup
- 1 club de la Canadian Championship
- 3 clubs de la Leagues Cup
- 6 clubs de la Copa Centreamericana de la CONCACAF
- 3 clubs de la Copa del Carib de la CONCACAF

Vint-i-dos clubs entren al torneig a la primera ronda, mentre que cinc clubs (els guanyadors de la MLS Cup, la Lliga MX, la Leagues Cup, la Copa Centreamericana i la Copa del Carib) resten exempts fins a la ronda de vuitens de final. Les competicions CONCACAF League i Campionat de clubs de la CFU, que anteriorment classificaven equips deixaren d'existir el 2022.
El 6 de juny de 2023 es va anunciar que, coincidint amb el nou format, la competició havia estat rebatejada com a Copa de Campions CONCACAF.

## Historial

### Època de la Copa dels Campions

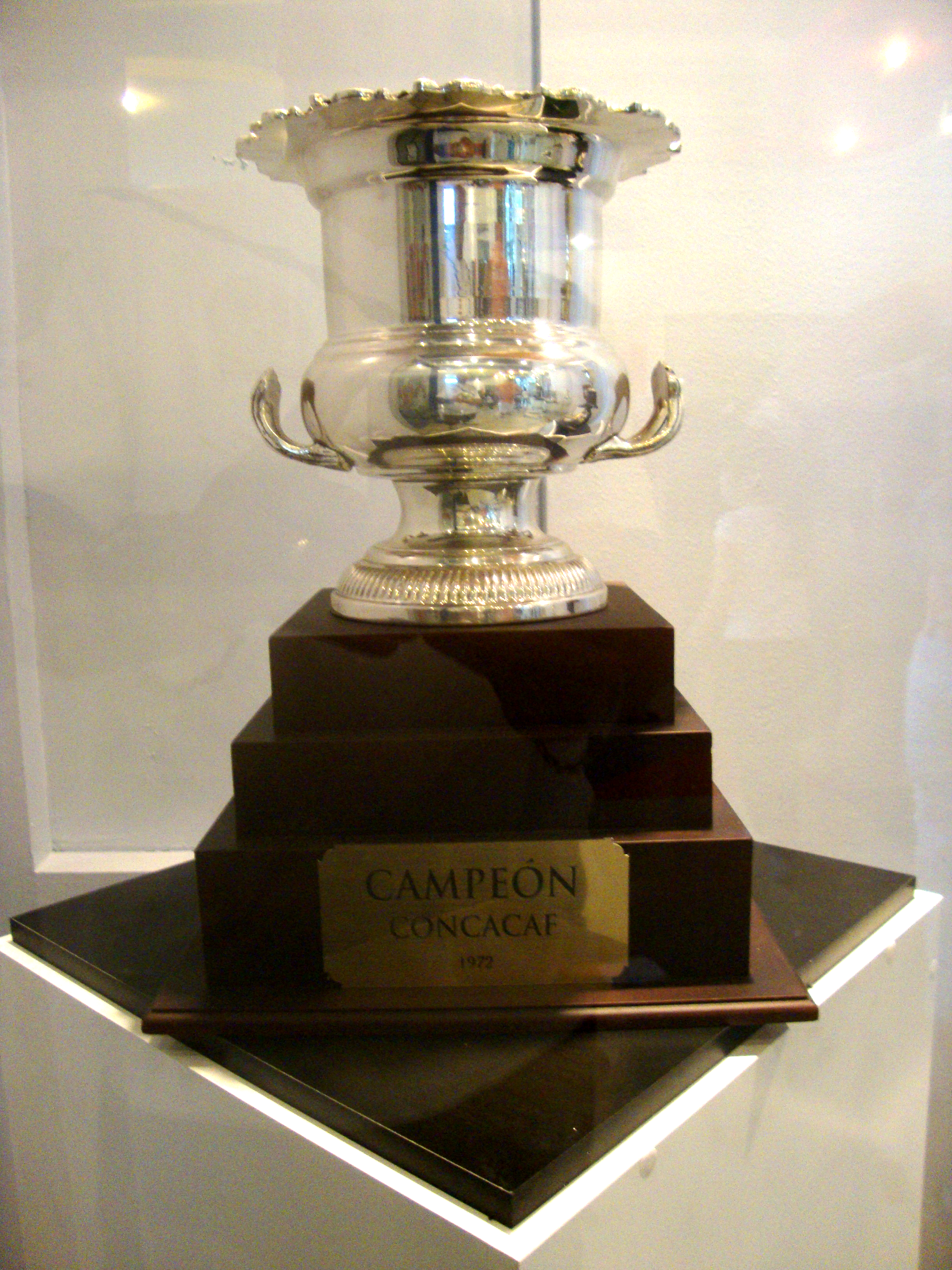
Trofeu de la Copa dels Campions guanyada per CD Olimpia el 1972.

Font:
| Temporada | Campió                                | Resultat          | Finalista         |
| --------- | ------------------------------------- | ----------------- | ----------------- |
| 1962      | Guadalajara                           | 1-0, 5-0          | Comunicaciones    |
| 1963      | RC Haïtien                            | (n/d)             | Guadalajara       |
| 1964-66   | No es va celebrar                     | No es va celebrar | No es va celebrar |
| 1967      | Alianza                               | 1-2, 3-0          | Jong Colombia     |
| 1968      | Toluca                                | (n/d)             | (n/d)             |
| 1969      | Cruz Azul                             | 0-0, 1-0          | Comunicaciones    |
| 1970      | Cruz Azul                             | (n/d)             | (n/d)             |
| 1971      | Cruz Azul                             | 5-1               | Alajuelense       |
| 1972      | Olimpia                               | 0-0, 2-0          | Robinhood         |
| 1973      | Transvaal                             | (n/d)             | (n/d)             |
| 1974      | Municipal                             | 2-1, 2-1          | Transvaal         |
| 1975      | Atlético Español                      | 2-0, 1-1          | Transvaal         |
| 1976      | Águila                                | 6-1, 2-1          | Robinhood         |
| 1977      | América                               | 1-0, 0-0          | Robinhood         |
| 1978      | UdeG · Comunicaciones · Defence Force | (n/d)             | (n/d)             |
| 1979      | FAS                                   | 1-1, 7-1          | Jong Colombia     |
| 1980      | UNAM                                  | (lliga)           | UNAH              |
| 1981      | Transvaal                             | 1-0, 1-1          | Atlético Marte    |
| 1982      | UNAM                                  | 0-0, 3-2          | Robinhood         |
| 1983      | Atlante                               | 1-1, 5-0          | Robinhood         |
| 1984      | Violette                              | (n/d)             | (n/d)             |
| 1985      | Defence Force                         | 2-0, 0-1          | Olimpia           |
| 1986      | Alajuelense                           | 4-1, 1-1          | Transvaal         |
| 1987      | América                               | 1-1, 2-0          | Defence Force     |
| 1988      | Olimpia                               | 2-0, 2-0          | Defence Force     |
| 1989      | UNAM                                  | 1-1, 3-1          | Pinar del Río     |
| 1990      | América                               | 2-2, 6-0          | Pinar del Río     |
| 1991      | Puebla                                | 3-1, 1-1          | Police            |
| 1992      | América                               | 1-0               | Alajuelense       |
| 1993      | Saprissa                              | (lliga)           | León              |
| 1994      | Cartaginés                            | 3-2               | Atlante           |
| 1995      | Saprissa                              | (lliga)           | Municipal         |
| 1996      | Cruz Azul                             | (lliga)           | Necaxa            |
| 1997      | Cruz Azul                             | 5-3               | L.A. Galaxy       |
| 1998      | DC United                             | 1-0               | Toluca            |
| 1999      | Necaxa                                | 2-1               | Alajuelense       |
| 2000      | L.A. Galaxy                           | 3-2               | Olimpia           |
| 2001      | No es va celebrar                     | No es va celebrar | No es va celebrar |
| 2002      | Pachuca                               | 1-0               | Morelia           |
| 2003      | Toluca                                | 3-3, 2-1          | Morelia           |
| 2004      | Alajuelense                           | 1-1, 4-0          | Saprissa          |
| 2005      | Saprissa                              | 2-0, 1-2          | UNAM              |
| 2006      | América                               | 0-0, 2-1          | Toluca            |
| 2007      | Pachuca                               | 2-2, 0-0 (p. 7-6) | Guadalajara       |
| 2008      | Pachuca                               | 1-1, 2-1          | Saprissa          |

### Època de la Lliga de Campions
Font:
| Temporada                        | Campió                           | Resultat                         | Finalista                        | Semifinalistes                        |
| Lliga de Campions de la CONCACAF | Lliga de Campions de la CONCACAF | Lliga de Campions de la CONCACAF | Lliga de Campions de la CONCACAF | Lliga de Campions de la CONCACAF      |
| -------------------------------- | -------------------------------- | -------------------------------- | -------------------------------- | ------------------------------------- |
| 2008-09                          | Atlante                          | 2-0                              | Cruz Azul                        | Puerto Rico Islanders · Santos Laguna |
| 2009-10                          | Pachuca                          | 2-2 (gols forans 1 - 0)          | Cruz Azul                        | Toluca · UNAM                         |
| 2010-11                          | CF Monterrey                     | 3-2                              | Real Salt Lake                   | Cruz Azul · Saprissa                  |
| 2011-12                          | CF Monterrey                     | 3-2                              | Santos Laguna                    | Toronto FC · UNAM                     |
| 2012-13                          | CF Monterrey                     | 4-2                              | Santos Laguna                    | Los Angeles Galaxy · Seattle Sounders |
| 2013-14                          | Cruz Azul                        | 1-1 (gols forans 1 - 0)          | Toluca                           | Alajuelense · Tijuana                 |
| 2014-15                          | América                          | 5-3                              | Montreal Impact                  | Alajuelense · Herediano               |
| 2015-16                          | América                          | 4-1                              | Tigres UANL                      | Querétaro · Santos Laguna             |
| 2016-17                          | Pachuca                          | 2-1                              | Tigres UANL                      | FC Dallas · Vancouver Whitecaps       |
| 2018                             | CD Guadalajara                   | 2-1, 1-2 (4-2 p)                 | Toronto FC                       | New York Red Bulls · Amèrica          |
| 2019                             | CF Monterrey                     | 1-0, 1-1                         | Tigres UANL                      | Santos Laguna · Sporting Kansas City  |
| 2020                             | Tigres UANL                      | 2-1                              | Los Angeles FC                   | Amèrica · CD Olimpia                  |
| 2021                             | CF Monterrey                     | 1-0                              | América                          | Cruz Azul · Philadelphia Union        |
| 2022                             | Seattle Sounders FC              | 2-2, 3-0                         | Club Universidad Nacional        | Cruz Azul · New York City FC          |
| 2023                             | Club León                        | 2–1, 1–0                         | Los Angeles FC                   | Philadelphia Union · Tigres UANL      |
| Copa de Campions de la CONCACAF  |                                  |                                  |                                  |                                       |
| 2024                             | CF Pachuca                       | 3–0                              | Columbus Crew                    | CF Monterrey · Amèrica                |